# U vystřelenýho oka
U vystřelenýho oka je hospoda na úpatí Vítkova, která je lokálním centrem kulturního života. Vybavena letní zahrádkou hostí koncerty, literární večírky, masopustní neděle a pořádá i mezinárodní večery. Jan Hřebejk zde natočil scény filmu Horem pádem. Probíhají zde folkové koncerty festivalu Žižkovská Noc. Autorem výzdoby hospody je Martin Velíšek.